# Unterntief
Unterntief (fränkisch: (Unäa)dief) ist ein Gemeindeteil der Stadt Bad Windsheim im Landkreis Neustadt an der Aisch-Bad Windsheim (Mittelfranken, Bayern). Unterntief liegt in der Gemarkung Oberntief.

## Geographie
Durch das Dorf fließt die Tief. Unmittelbar südlich des Ortes erhebt sich der Schloßbuck (357 m ü. NHN), auf dem sich die Überreste einer ehemaligen Höhenburg befinden. Südwestlich davon liegt in Hanglage das Waldgebiet Hag. Nordwestlich grenzt das Flurgebiet Ochsenwasen an. 1 km nordwestlich erhebt sich der Rosenberg, 1 km nördlich der Pfifferberg.
Die Kreisstraße NEA 40 verläuft nach Oberntief (2,4 km westlich) bzw. zur Staatsstraße 2253 (0,7 km östlich).

## Geschichte
Gegründet wurde Unterntief wahrscheinlich während der zweiten Siedlungswelle der Fränkischen Landnahme. Der Ort wurde 850 als „Tieffens“ erstmals urkundlich erwähnt. Die Bedeutung war schon damals die gleiche wie heute, die Weiterbildung zu Unterntief ist ein Pleonasmus. 1103 wurde der ortsansässige Ritter Adelochen von Tiefen erwähnt. Im Jahr 1226 übergab Albrecht von Tiefe dem Bistum Würzburg seine Besitzungen im Ort. Nach einer wechselvollen Geschichte der Schlossherren wurde 1438 Engelhard von Seinsheim ihr letzter Besitzer. Im Städtekrieg unterstützte er die Markgrafen von Brandenburg-Kulmbach gegen die Reichsstadt Windsheim. Diese stürmten am 25. Juli 1449 die Burg und den Ort und zerstörten beide. Im darauf folgenden Prozess wurde die Reichsstadt Windsheim zu Schadensersatz gegenüber Engelhard von Seinsheim verurteilt. Für 7500 Gulden kaufte die Reichsstadt die Gemarkung, die seitdem dieser unterstand.
Gegen Ende des 18. Jahrhunderts gab es in Unterntief 13 Anwesen mit 16 Untertansfamilien (6 Halbhöfe, 2 Wohngüter, 5 Häckersgüter). Das Hochgericht übte die Reichsstadt Windsheim aus. Sie hatte ggf. an das brandenburg-bayreuthische Vogtamt Lenkersheim auszuliefern. Die Dorf- und Gemeindeherrschaft sowie die Grundherrschaft über alle Anwesen hatte die Reichsstadt Windsheim inne. 1802 soll es im Ort nur 12 Untertansfamilien gegeben haben, die der Reichsstadt Windsheim unterstanden.
Von 1797 bis 1810 unterstand der Ort dem Justizamt Külsheim und Kammeramt Ipsheim. Im Rahmen des Gemeindeedikts wurde Unterntief dem 1811 gebildeten Steuerdistrikt Külsheim und der 1817 gebildeten Ruralgemeinde Külsheim zugeordnet. Mit dem Zweiten Gemeindeedikt (1818) wurde es nach Oberntief umgemeindet. Am 1. Januar 1972 wurde Unterntief im Zuge der Gebietsreform in Bayern nach Bad Windsheim eingegliedert.

### Baudenkmal
- Haus Nr. 19: Wohnstallhaus[11]

### Einwohnerentwicklung
| Jahr      | 001818 | 001840 | 001861 | 001871 | 001885 | 001900 | 001925 | 001950 | 001961 | 001970 | 001987 | 002011 |
| Einwohner | 99     | 117    | 104    | 79     | 119    | 97     | 73     | 89     | 70     | 67     | 68     | 55     |
| Häuser    | 19     | 19     |        |        | 17     | 17     | 16     | 13     | 13     |        | 15     |        |
| Quelle    | [ 13 ] | [ 14 ] | [ 15 ] | [ 16 ] | [ 17 ] | [ 18 ] | [ 19 ] | [ 20 ] | [ 21 ] | [ 22 ] | [ 23 ] |        |

## Religion
Der Ort ist seit der Reformation evangelisch-lutherisch geprägt und bis heute nach St. Maria (Oberntief) gepfarrt. Die Katholiken sind nach St. Bonifaz (Bad Windsheim) gepfarrt.